# Pec (ort)
Pec är en ort i Tjeckien.   Den ligger i regionen Plzeň, i den västra delen av landet, 140 km sydväst om huvudstaden Prag. Pec ligger 505 meter över havet och antalet invånare är 247.
Terrängen runt Pec är kuperad åt sydväst, men åt nordost är den platt. Runt Pec är det ganska glesbefolkat, med 24 invånare per kvadratkilometer. Närmaste större samhälle är Domažlice, 8,5 km nordost om Pec. I omgivningarna runt Pec växer i huvudsak blandskog.